# أسوار الحاكم
أسوار الحاكم كانت حصنًا أو ربما مجموعة منها بناها أمنمحات الأول في المنطقة الرابعة عشر من الوجه البحري لحماية المداخل الشرقية لمصر. سبقتها أسوار سنفرو في المملكة المصرية القديمة.
ذُكِرَت أسوار الحاكم في قصة سنوحي وفي نبوة نفرتي. لم يُعْثَر لها على بقايا. تُظهر رسوم الدولة الحديثة الحصون التي كانت تحتوي على إمدادات آمنة من المياه وكانت محاطة بخنادق مياه مملوءة بالتماسيح تمتد عليها الجسور.

## الأثر الثقافي
يظن هورث "Alfred J. Hoerth" أنه في الكتابات التقليدية عن التيه، قاد موسى بني إسرائيل جنوباً إلى بيتوم وإيثام. لو كان قادهم شمالًا نحو أرض الميعاد، لكانوا على الأرجح واجهوا أسوار الحاكم. ومن الصعب حينها على مجموعة كبيرة من الناس المرور عبر هذه التحصينات دون كشفهم.
توجد نسخة خيالية من أسوار الحاكم Walls of the Ruler في أول نسخة للتحميل من الإنترنت (The Hidden Ones) من لعبة الفيديو أساسنز كريد أوريجنز لعام 2017. على عكس الواقع، في اللعبة تقع الأسوار في شبه جزيرة سيناء وليس في البر الرئيسي لمصر.